# Ольтерра (пароход)
Паровой танкер «Ольтерра» — итальянский танкер, посаженный на мель недалеко от Гибралтара в день вступления Италии во Вторую мировую войну. Судно служило секретной базой морских водолазов-диверсантов 10-й флотилии MAS Королевских ВМС Италии. О реальном назначении забытого и заброшенного судна стало известно лишь после войны.

## История корабля
Этот паровой танкер был построен на британской судоверфи Palmer’s Ship Building and Iron Co Ltd, в городе Тайнсайд в 1913 году, по заказу немецкой компании. Его первоначальное имя было Osage (Осейдж). В 1914 году танкер был продан нефтяной компании Standard Oil Co в Нью-Йорке и переименован в Baton Rouge (Батон Руж). В 1925 году судно вновь было продано, на этот раз Европейской судоходной компании в Лондоне и переименовано в Olterra, а 1930 году было куплено итальянским бизнесменом (Andrea Zanchi) Андреа Занчи и приписано к порту в Генуе.
10 июня 1940 года когда Муссолини объявил войну Франции и Великобритании, Ольтерра находилась в Гибралтарском заливе в порту Альхесирас (Испания). После выхода в море и информировании о начавшейся войне экипаж судна выбросил его на мель в Гибралтарском заливе недалеко от Альхесираса, чтобы оно не было захвачено британцами, которые базировались на близко находившимся от этих мест Гибралтаре. Англичане не обращали внимание на брошенное судно, которое казалось бы не могло представлять совершенно никакой военной угрозы.

## Секретная база пловцов-диверсантов
Со вступлением Италии во Вторую мировую войну Средиземное море стало ареной боевых действий между флотами Великобритании и Италии. Однако итальянцам в открытых морских боях сопутствовали неудачи. По этой причине началась выработка скрытных диверсионных атак на морские порты британцев в Средиземноморье с помощью специальных средств итальянского секретного диверсионного подразделения Х-й флотилии МАС. В эти специальные средства входили погружаемые управляемые торпеды типа «Майале», переоборудованная подводная лодка «Ширё» для их доставки к месту атаки или диверсии, взрывающиеся катера типа МТМ, торпедные катера типа MAS и прочее.

### Вилла Кармела
Но одновременно с планированием операций возникали и трудности в их осуществлении. Так, военно-морская база Великобритании на Гибралтаре, заморская территория британцев в Испании, являлась слишком удалённой и для действий на ней итальянским диверсантам требовалась рядом расположенная база, которой не было. Попытки действовать сразу со специальной подводной лодки «Шире» не принесли ожидаемого результата. Требовалась база на суше. Гибралтар имел ключевое и стратегическое значение, поскольку связывал Средиземное море с Атлантическим океаном. Испания, на территории которой находится Гибралтар, хотя и симпатизировала фашистам, но во Второй мировой войне, официально, являлась нейтральным государством, а значит, не имела права предоставлять свою территорию воюющим сторонам. По этим причинам первоначально итальянские диверсанты начали действовать с виллы Кармела, которая была ранее приобретена одним из диверсантов имевших подданство Испании, поскольку его супруга была испанкой. Однако итальянцы опасались, что их разоблачат, поэтому нужна была другая база, ещё более незаметная, но при этом близко расположенная к Гибралтару.

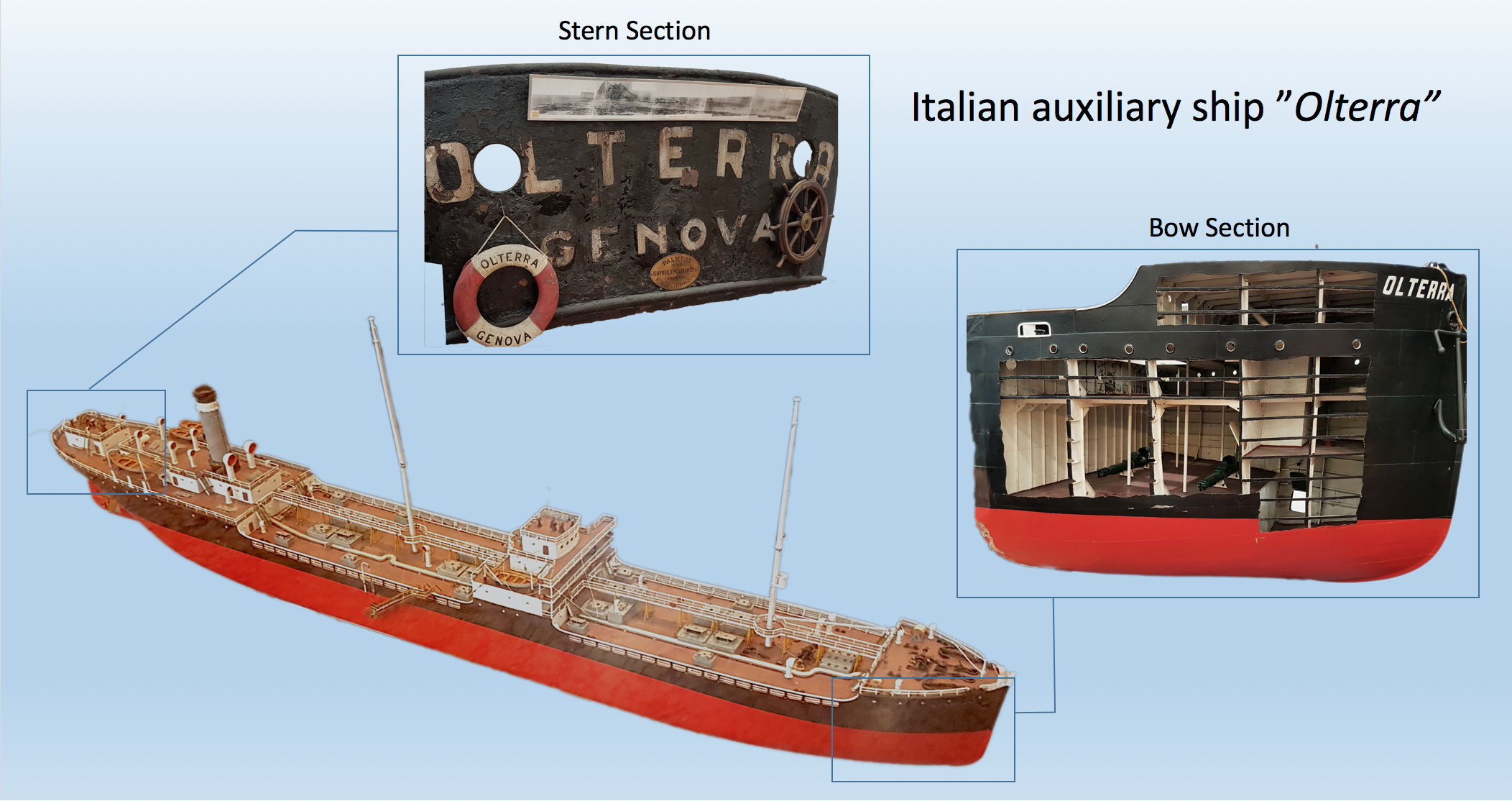
Части «Ольтерры». Экспонаты военно-морского музея в Специи.

### Пароход на мели
По этой причине итальянцы вскоре вспомнили о своём севшем на мель у Гибралтара, заброшенном танкере «Ольтерра». В 1942 году по инициативе инженера фирмы Piaggio (Antonio Ramognino) Антонио Рамонино, было предложено переоборудовать брошенный танкер в секретную базу диверсантов Х-й флотилии. Итальянские пловцы и их оборудование доставлялись на «Ольтерру» подводными лодками и только ночью. В нижней части судна под водой был прорезан специальный люк, через который подводные пловцы покидали танкер и возвращались на него. Испанские власти, в чьих водах находилась «Ольтерра», были посвящены в эти действия, поскольку итальянцам требовалось заходить в испанские порты под видом испанских моряков, готовивших ремонт «Ольтерры» для якобы последующей передачи брошенного судна в испанский флот. Сами же испанцы довольно враждебно относились к британцам из-за давнего территориального спора вокруг Гибралтара, поэтому закрывали глаза на действия итальянцев.
С одной стороны, возможная атака на Гибралтар было рискованным делом, поскольку британцы после успешных атак итальянских морских диверсантов в 1941 году на бухту Суда и порт Александрия, а также провальной атаки на Мальту, значительно усилили охрану всех своих портов в Средиземноморье. С другой стороны, не зная о существования итальянской базы, практически под самым носом, британцы не могли себе представить атаку итальянцев на такую дальнюю точку, как Гибралтар, что делало, по мнению вторых, военно-морскую базу Гибралтара более уязвимой.

## Действия секретной базы на «Ольтерре»
- 11 июля 1942 года — первая атака итальянцев на Гибралтар, в результате которой были повреждены 5 британских судов. Некоторое количество итальянцев попало в плен.
- 13—14 июля 1942 года — уничтожены 4 британских судна общим водоизмещением в 10 000 тонн.
- 5 декабря 1942 года — при попытке атаковать британскую базу и корабли Nelson, Formidable и Furious обнаружены и уничтожены три итальянских диверсанта-водолаза.
- 8 мая 1943 года — атака на британские корабли Pat Harrison, Mashud и Camerata. Все выведены из строя.
- 3 августа 1943 года — атака на британский корабль Harrison Grey Otis.
- 23 августа 1943 года — атакованы суда: танкер Thorshøvdi, пароходы Stanridge и Harrison Gray Otis.

## Дальнейшая судьба танкера и секретной базы

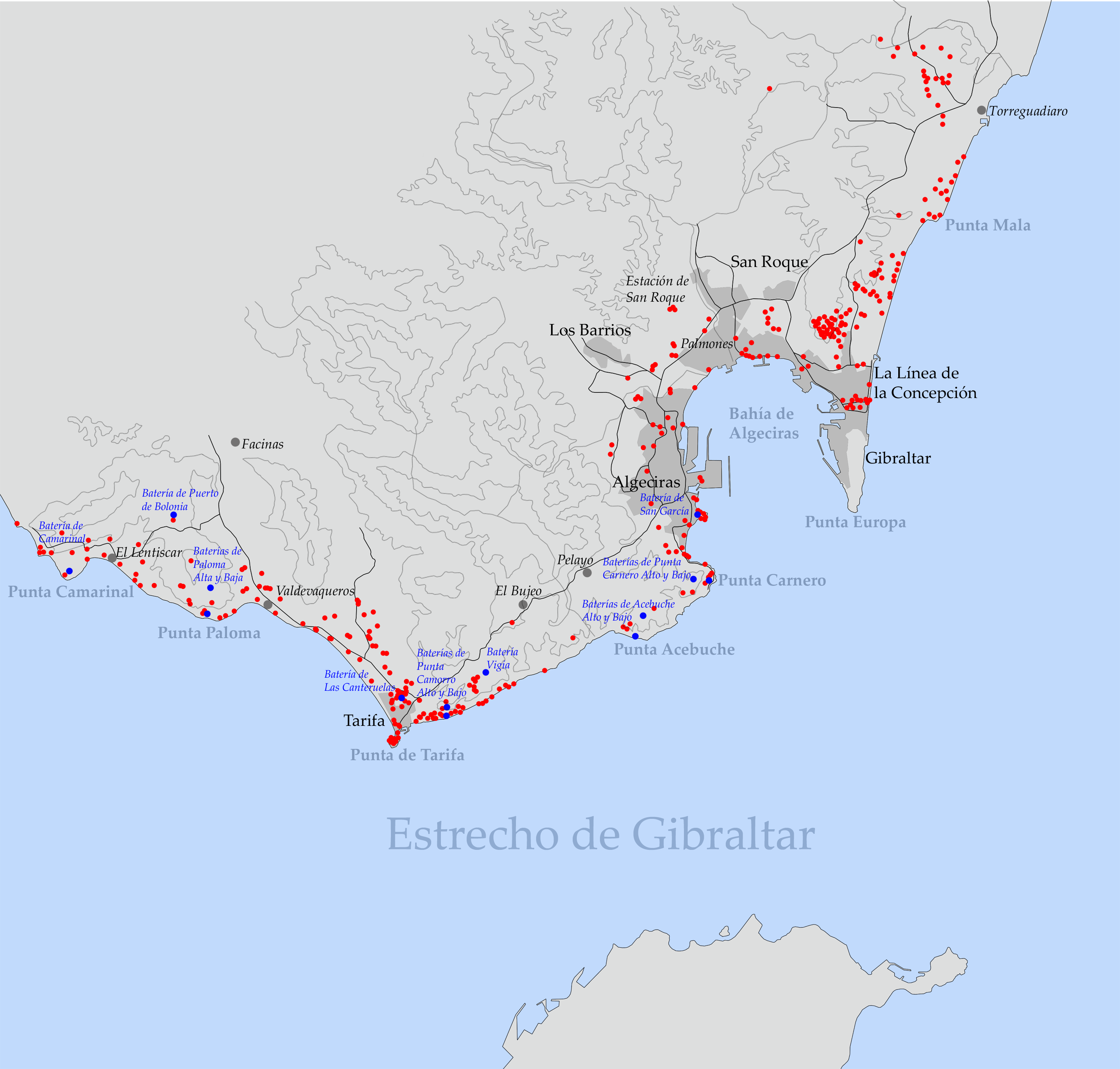
Карта Гибралтарского пролива. Виден Альхесирасский залив. Слева сам испанский порт Альхесирас, справа Гибралтар.

После первых итальянских атак на Гибралтар британцы стали подозревать, что испанцы предоставили свою территорию итальянцам. Однако прямых доказательств этому не было. И уж никто не мог себе представить, что вылазки происходят из севшей на мель «Ольтерры». После переворота и ареста Муссолини в Италии, и заключённого перемирия с Британией и США вступившего в силу 8 сентября 1943 года, диверсионные операции итальянцев на Гибралтаре и в Средиземном море прекратились, и о них забыли.
В 1945 году, после окончания войны, танкер «Ольтерра» был возвращён своему прежнему владельцу и отбуксирован в Италию на ремонт. О базе итальянских морских диверсантов на брошенном судне «Ольтерра» наконец стало известно всему миру. В начале 1961 года судно было разобрано на металл в порту Вадо-Лигуре. А носовая и частично кормовая части, были отправлены в Военно-морской музей в Специи, где они выставлены в качестве экспонатов с расположенными в них человекоуправляемыми торпедами «Майале».
Не имея значительных сил противостоять британцам в открытом бою, итальянцы довольно успешно справились с задачей по скрытным диверсионным операциям с нанесением внезапных ударов в бухтах и портах противника. Использование забытого, в ходе суматохи войны, гражданского судна в качестве секретной военной базы стало довольно неожиданным и оригинальным способом ведения войны на море. В будущем, основываясь на итальянском опыте, похожую операцию, названную «Альхесирас», предприняли аргентинцы в ходе Фолклендской войны 1982 года, когда попытались с помощью тактической группы военных-водолазов «Бузо Тактико» атаковать британские военные корабли в Гибралтаре, где те пополняли припасы перед отправкой в Южную Атлантику. Однако аргентинские диверсанты были случайно выявлены испанской полицией, и операция провалилась.